# Castana (Iowa)
Castana é uma cidade localizada no estado americano de Iowa, no Condado de Monona.

## Demografia
Segundo o censo americano de 2000, a sua população era de 178 habitantes.
Em 2006, foi estimada uma população de 166, um decréscimo de 12 (-6.7%).

## Geografia
De acordo com o United States Census Bureau tem uma área de
2,4 km², dos quais 2,4 km² cobertos por terra e 0,0 km² cobertos por água. Castana localiza-se a aproximadamente 350 m acima do nível do mar.

## Localidades na vizinhança
O diagrama seguinte representa as localidades num raio de 16 km ao redor de Castana.